# أندريا غيانيني
أندريا غيانيني (بالإيطالية: Andrea Giannini)‏ هو منافس ألعاب قوى إيطالي، ولد في 18 ديسمبر 1976 في غروسيتو في إيطاليا.

## وصلات خارجية
- الموقع الرسمي
- أندريا غيانيني على موقع الاتحاد الدولي لألعاب القوى (الإنجليزية)
- أندريا غيانيني على موقع الاتحاد الإيطالي لألعاب القوى (الإيطالية)